# La Mesa (Grandas de Salime)
La Mesa (oficialmente, en eonaviego, A Mesa) es una parroquia del concejo asturiano de Grandas de Salime, en España, y una aldea de dicha parroquia.
La parroquia tiene una población de 32 habitantes (INE 2009) repartidos en 11 viviendas (2001) y 12,73 km².
La aldea de La Mesa, con 18 habitantes (2009), está situada a una altitud de 860 metros y dista 24 km de la capital del concejo, Grandas. 
El templo parroquial está dedicado a Santa María Magdalena.

## Poblaciones
Según el nomenclátor de 2009, la parroquia comprende las poblaciones de: 
- Buspol (lugar);
- La Mesa (oficialmente, en eonaviego, A Mesa) (aldea);
- Los Toucedos (El Toucedo) (lugar);
- Valiamayor (lugar); y
- Villar de Buspol (El Vilar de Buspol) (lugar).